# Grand Prix SAR La Princesse Lalla Meryem 2011
Grand Prix SAR La Princesse Lalla Meryem 2011 - жіночий професійний тенісний турнір, що проходив на відкритих кортах з ґрунтовим покриттям. Це був одинадцятий за ліком турнір. Належав до Туру WTA 2011. Відбувся в Фесі (Марокко). Тривав з 18 до 24 квітня 2011 року.

## Учасниці

### Сіяні пари
| Країна    | Гравчиня             | Рейтинг1 | Сіяна |
| --------- | -------------------- | -------- | ----- |
| Франція   | Араван Резаї         | 24       | 1     |
| Казахстан | Ярослава Шведова     | 46       | 2     |
| Іспанія   | Лурдес Домінгес Ліно | 45       | 3     |
| Угорщина  | Грета Арн            | 52       | 4     |
| Німеччина | Анджелік Кербер      | 60       | 5     |
| Австралія | Єлена Докич          | 63       | 6     |
| Румунія   | Сімона Халеп         | 66       | 7     |
| Франція   | Алізе Корне          | 67       | 8     |

- Рейтинг подано станом на 11 квітня 2011.

### Інші учасниці
Нижче наведено учасниць, які отримали вайлдкард на участь в основній сітці:
- Фатіма-Захра Ель-Алламі
- Надя Лаламі
- Араван Резаї

Нижче наведено гравчинь, які пробились в основну сітку через стадію кваліфікації:
- Ірина-Камелія Бегу
- Сільвія Солер-Еспіноса
- Крістина Плішкова
- Уршуля Радванська

Нижче наведено гравчинь, які потрапили в основну сітку як щасливий лузер:
- Елені Даніліду

### Відмовились від участі
- Єлена Докич хвороба

## Переможниці та фіналістки

### Одиночний розряд
Альберта Бріанті —  Сімона Халеп, 6–4, 6–3
- Для Бріанті це був перший титул за кар'єру.

### Парний розряд
Андреа Главачкова /  Рената Ворачова —  Ніна Братчикова /  Сандра Клеменшиц, 6–3, 6–4